# Meraux
Meraux est une census-designated place de la paroisse de Saint-Bernard, en Louisiane, aux États-Unis. 